# Manon (piroscafo)
Il Manon (già Sursum Corda, già Gilgai, già Wildenfels) è stato un piroscafo da carico italiano (in precedenza britannico, australiano e tedesco), violatore di blocco durante la seconda guerra mondiale.

## Storia
Costruita nel 1901 nei cantieri Wigham Richardson & Sons di Newcastle-upon-Tyne con numero di scafo 374, la nave, con scafo in acciaio, era un piroscafo da carico di 5597 (o 5642) tonnellate di stazza lorda, in grado di raggiungere una velocità di 11 nodi. Primo armatore dell'unità fu la compagnia tedesca Deutsche Dampfschiffahrts Gesellschaft Hansa, con sede a Brema, che le diede il nome di Wildenfels.
Nel febbraio 1914 il Wildenfels trasse in salvo gli undici superstiti del piroscafo danese Ekliptika, affondato in una tempesta nel golfo di Biscaglia.
Il 19 agosto 1914, in seguito allo scoppio della prima guerra mondiale, il Wildenfels, appena arrivato a Melbourne da New York (la nave, priva di apparato radio, non era a conoscenza della dichiarazione di guerra), venne sequestrato dal governo australiano, che dopo alcune controversie lo utilizzò dal 1915 al 1923 con il nome di Gilgai (la nave partecipò al conflitto requisita dalle autorità del Commonwealth), dopo di che il piroscafo venne trasferito per due anni alla Commonwealth Government Line, con sede a Londra. Il 14 marzo 1920 la nave, proveniente dal Texas carica di petrolio e diretta a Melbourne (da dove poi sarebbe proseguita per Adelaide e Fremantle), s'incagliò, a causa della nebbia, su un banco di sabbia nei pressi di Point Lonsdale, ma non riportò danni significativi ed entro sera poté essere disincagliata e condotta a Williamstown con l'assistenza dei rimorchiatori James Paterson, Racer e Sprightly e del cacciatorpediniere australiano Yarra. Il 20 dicembre 1920 il Gilgai soccorse e rifornì, al largo di Sydney, la nave italiana Monte Bianco, rimasta senza provviste da cinque giorni.
Nel 1925, con l'acquisto da parte dell'armatore genovese Accame Emanuele & Figli (o Salvatore & Emanuele F. lli, Accame), il Gilgai passò sotto bandiera italiana, venendo ribattezzato Sursum Corda. Nel 1937 il piroscafo venne comprato dalla Società anonima Industrie Navali (INSA), avente anch'essa sede a Genova: ribattezzata Manon, la nave venne iscritta al Compartimento marittimo di Genova con matricola 1328.
All'ingresso dell'Italia nel secondo conflitto mondiale, il 10 giugno 1940, il Manon si trovava a Chisimaio, nella colonia italiana della Somalia, dove stazionò inattivo per circa otto mesi.
Nel febbraio 1941, nell'imminenza della caduta della Somalia, il locale comando della Regia Marina dispose la partenza delle navi mercantili giudicate in condizioni adatte ad affrontare la navigazione sino al Madagascar. Le navi avrebbero raggiunto il porto di Diego Suarez, controllato dalle forze della Francia di Vichy, dove sarebbero state al sicuro.
Nella prima decade del febbraio 1941 (o nella notte tra il 10 e l'11 febbraio) il Manon lasciò Chisimaio insieme al grosso piroscafo misto Leonardo da Vinci, alla pirocisterna Pensilvania, ai piroscafi da carico Savoia ed Erminia Mazzella ed al piroscafo misto Adria, mentre in un secondo momento partirono anche il piroscafo misto Somalia e la motonave da carico Duca degli Abruzzi, uniche due unità a raggiungere Diego Suarez (secondo altre fonti tutte ed otto le navi partirono nella notte tra il 10 e l'11 febbraio 1941). Poco dopo aver raggiunto il mare aperto, tuttavia, tutte le navi del primo gruppo vennero intercettate e catturate, nonostante tentativi di sabotaggio da parte degli equipaggi, da incrociatori britannici inviati nella zona allo scopo. Gli equipaggi italiani vennero internati nei campi di prigionia di Kenya e Sudafrica.
Il Manon, in particolare, venne avvistato da un ricognitore il 13 febbraio 1941, e poco più tardi fu raggiunto e catturato dall'incrociatore pesante HMS Hawkins. Mantenendo il proprio nome, la nave venne affidata alla British India Steam Navigation Company Ltd. (BISN), con sede a Londra, e fu quindi impiegata in guerra sotto bandiera britannica, per conto del Ministry of War Transport di Mombasa (che ne era divenuto il proprietario).
Il 7 (o l'8) ottobre 1942 il Manon, in navigazione nel golfo del Bengala, un centinaio di miglia a nord di Madras, venne silurato ed affondato dal sommergibile nipponico I 162. Nell'affondamento persero la vita otto delle 538 persone che la nave trasportava.